# Коронавірусна хвороба 2019 в Екваторіальній Гвінеї
Коронаві́русна хворо́ба 2019 у Екваторіа́льній Гвіне́ї — розповсюдження пандемії коронавірусу територією Екваторіальної Гвінеї.
Перший випадок появи коронавірусної хвороби було виявлено на території Екваторіальної Гвінеї 14 березня 2020 року.
Станом на 27 березня 2020 року, у Екваторіальній Гвінеї було виявлено 12 випадків захворювання.

## Хронологія
14 березня 2020 року було оголошено про перший випадок коронавірусу в країні. Інфікованою виявилася 42-річна жінка у Малабо, котра повернулася до Екваторіальної Гвінеї з Мадрида (Іспанія).
Станом на 24 березня у країні було 9 випадків захворювання, всі імпортовані. На той час не було підтверджених випадків поширення хвороби всередині країни.